# Bactrocera javanensis
Bactrocera javanensis är en tvåvingeart som först beskrevs av Perkins 1938.  Bactrocera javanensis ingår i släktet Bactrocera och familjen borrflugor. Inga underarter finns listade.